# Escola de la Llotja
|  | «Escola d'Arts i Oficis de Barcelona» redirigeix aquí. Vegeu-ne altres significats a «Escola Lliure Provincial d'Arts i Oficis». |

L'Escola Superior de Disseny i Art Llotja (ESDA Llotja), també coneguda com a Escola de la Llotja o simplement la Llotja és un centre de formació artística ubicat a Barcelona, creat el 1775 amb el nom inicial d'Escola Gratuïta de Disseny i Nobles Arts. Actualment disposa de dues seus, la del carrer Ciutat de Balaguer, número 17 i la de Sant Andreu, en el carrer Pare Manyanet, número 40.

## Història

### Antecedents
Els antecedents més directes foren les classes dels Tramulles, l'avi, l'escultor Llàtzer, i els dos nets Francesc i Manuel Tramulles, que feien als estudiants de L'Escola de Nàutica de la mateixa Junta de Comerç des de 1770.

### Creació
Entre 1768 i 1787 Barcelona va viure una gran expansió de les fàbriques d'estampació de teixits. Les necessitats derivades d'aquestes indústries fou la que va determinar la fundació del centre. Originalment fou pensada per a la formació de dibuixants d'estampació per a la indústria tèxtil de la seda i del cotó aplicat a les indianes.

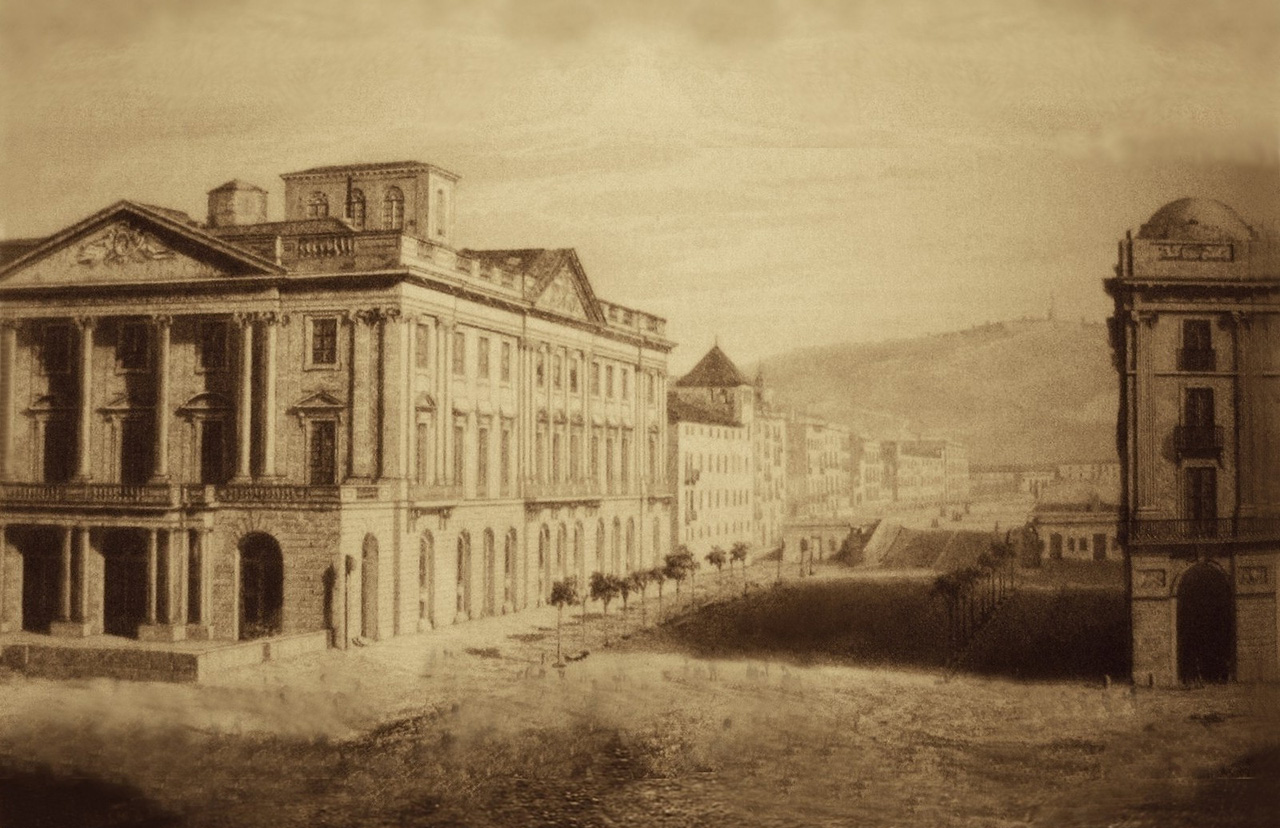
Recreació del daguerrotip de 1839. Llotja de Mar. Primera seu de l'Escola Llotja. 1775.

El 1775 la Junta de Comerç va crear doncs l'Escola Gratuïta de Disseny i Arts Nobles, ubicada a la seu que li ha donat nom, la Llotja de Mar, al Pla de Palau. El primer director del centre fou el gravador valencià Pere Pascual Moles i Corones, incorporant les arts plàstiques i caracteritzant-se en els seus orígens per l'orientació pròpia de l'academicisme propugnat pel pintor Anton Raphael Mengs.
Inicialment les classes eren totalment gratuïtes i fins i tot es facilitava als alumnes el material que necessitaven. L'estímul es completava amb les beques i pensions de l'acadèmia que van permetre a molts d'ells el desplaçament a Madrid i a altres ciutats europees com Roma i París, on principalment es dedicaven a la còpia dels grans mestres, pràctica molt utilitzada a l'època.
L'ensenyament impartit va anar doncs evolucionant cap a les Belles Arts i el 1778 va passar a anomenar-se Escola de Nobles Arts. El 1790 aquests ensenyament es van estendre amb escoles a Olot, Palma, Tàrrega, Girona, Saragossa i Jaca. Es va organitzar una primera exposició a 1786 per donar a conèixer els treballs realitzats pels alumnes i l'any següent es va permetre que també presentaren les seves obres persones alienes a l'escola.

### Seglexix
L'any 1817 hi fou inaugurada la secció d'Arquitectura dirigida per Antoni Cellers i Azcona. Pel Decret de 31 d'octubre de 1849 l'escola va passar a dependre de l'Acadèmia Provincial de Belles Arts amb el nou nom d'Escola Provincial de Belles Arts. Pau Milà i Fontanals, catedràtic de l'escola Llotja des de l'any 1851 i a instàncies de l'Ateneu Català (més tard Ateneu Barcelonès) va proposar la realització d'un pla d'ensenyament artístic de les arts industrials, per millorar la qualitat del disseny, i harmonitzar la bellesa amb la utilitat. Va ser llavors quan es van incorporar les especialitats en arts industrials. Els estudis es van dividir en menors i superiors. Entre els superiors, a part dels ensenyaments de dibuix, pintura, escultura i gravat hi havia l'ensenyament de mestres d'obres i directors de camins veïnals.
Amb la llei Moyano de l'any 1857, es posava sota les ordres de la Universitat que va regir-la en els aspectes pedagògics fins al 1871, si bé en els aspectes econòmics quedava vinculada a l'Estat com escola d'arts i oficis. No obstant això, cal tenir en compte que al voltant del 1869 l'Estat es va desentendre de sufragar els estudis superiors o de belles arts carregant el seu finançament a la Diputació que va conservant-los perquè formessin part de l'Escola Politècnica Provincial que desaparegué el 1871. El mateix 1871 va crear-se l'Escola Lliure de Pintura, Escultura i Gravat sota la immediata dependència de l'Acadèmia de Belles Arts.
El 1884 es va crear la nova assignatura de Teoria i Història de les Belles Arts Industrials paral·lela a l'existent de Teoria i Història de les Belles Arts. Des de 1858 a 1885 es va fer càrrec de la direcció de l'Escola Llotja Claudi Lorenzale, qui juntament amb les teories de Pau Milà i les influències que tenien ambdós de Friedrich Overbeck, van ser decisives per a la introducció de l'idealisme purista i una inclinació cap a una aptitud més conservadora juntament amb mètodes pedagògics oposats als acadèmics. A finals del segle xix els estudis van evolucionar cap al modernisme. Al curs 1888-89 les bosses d'estudis van recaure entre d'altres, a Evarist Roca en escenografia i mobiliari i el 1895-96 a Joan Busquets i Jané.

### Segle XX

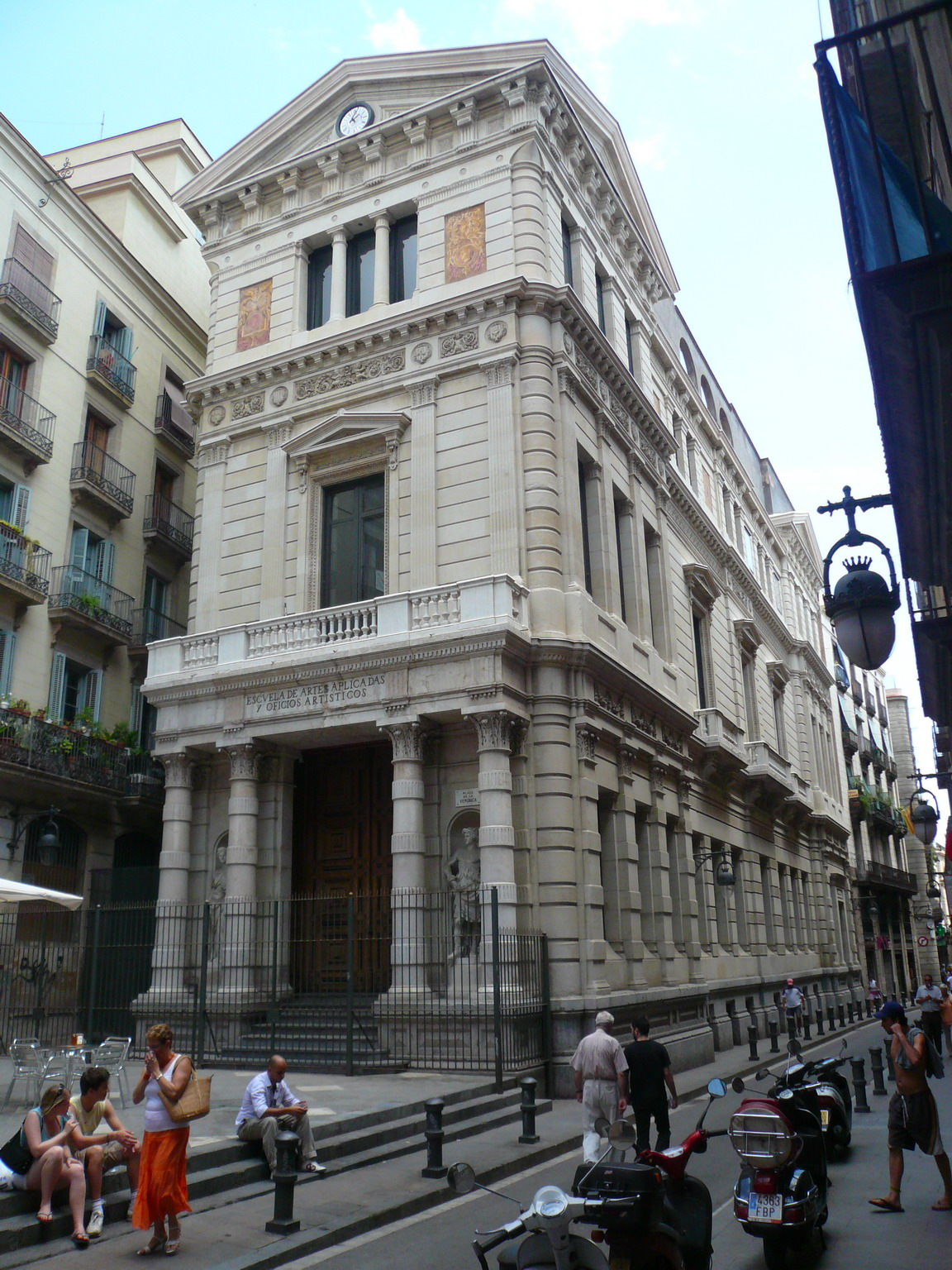
Antiga seu de Llotja Avinyó. Plaça Verònica.

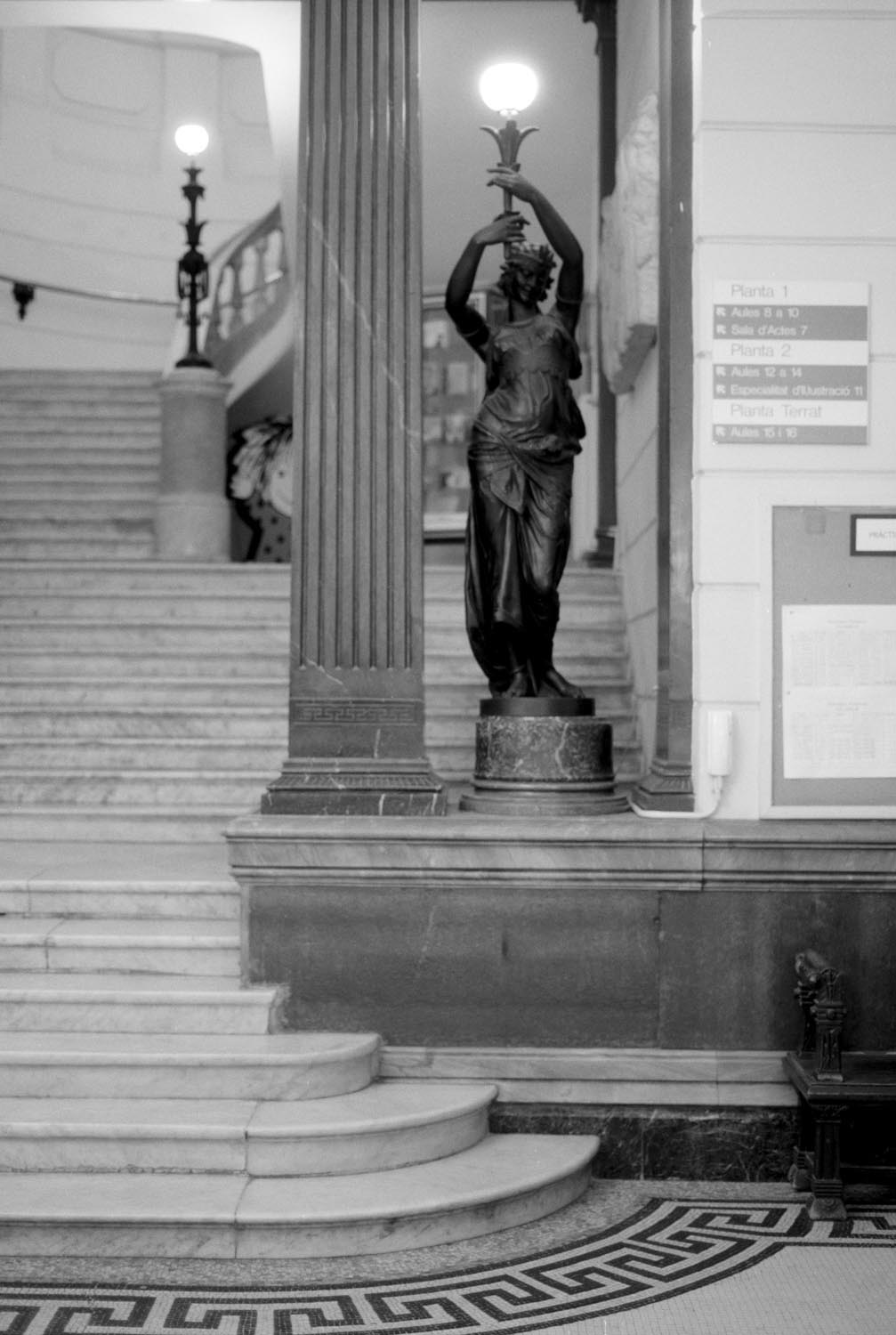
Vestíbul de la seu de Llotja Avinyó

La reforma general de l'any 1900 dels decrets per a l'ensenyament artístic oficial com Escola Superior d'Arts i Indústries i Belles Arts (1900-1911) suposa la desvinculació final de l'Escola de la tutela de l'Acadèmia i coincideix amb un moment crític de l'escola:
| «                | A l'Escola de Barcelona, la van trobar els decrets de 1900 en una situació crítica. Dotada de vint-i-quatre càtedres, algunes d'elles lliures, tenia deu vacants i mancava de recursos per a realitzar la renovació del material i la reforma del local, que els moderns mètodes i la implantació dels ensenyaments establertes per aquells decrets exigien. | » |
| — Soler y Pérez. | |   |

Els  noucentistes encapçalats per Joaquim Folch i Torres, veien a la Llotja com una escola caduca i amb una educació artística corrent segons un article publicat a La Veu de Catalunya. La Diputació va crear un Consell d'Investigació Pedagògica el 1913, el conflicte va sorgir per la no acceptació de l'Escola a cap tipus d'intervenció ni reforma proposada pels noucentistes.
Amb l'aplicació dels Decrets de 1907 i 1910, que van regular el canvi d'orientació cap a una separació de les Escoles d'Arts i Oficis de les Escoles Industrials, la institució es va denominar com Escola d'Arts i Oficis i Belles Arts de Barcelona (1911-1923), i després, tot i que canviaria de nom, ja no hi hagué modificacions substancials en l'orientació pedagògica.
Un dels personatges més destacats en la renovació pedagògica de les arts del primer terç del segle xx fou Àngel Ferrant, professor de modelat i buidat entre 1920 i 1934. Durant la seva estada a l'Escola va obtenir una beca d'estudis a Viena per conèixer el sistema educatiu artístic austríac i a partir d'aquella experiència va presentar un pla d'estudis inspirat en la Bauhaus, l'anomenat Pla Ferrant "una de les propostes més rellevants sobre ensenyament artístic generades a Catalunya i a tot Espanya des de la perspectiva de la modernitat", que si bé va tenir una gran acceptació per part dels alumnes no va arribar a dur-se a terme.
Mantingué el títol d'Escola d'Arts i Oficis Artístics i Belles Arts de Barcelona (1923-1936) fins a la Guerra Civil espanyola. Finalitzada la guerra, les branques de Belles Arts i la dels Oficis Artístics es van separar, a partir d'aquell moment, l'escola Llotja passava a ser l'Escola d'Arts i d'Oficis Artístics de Barcelona (1940-1961) o Escola d'Arts Aplicades i Oficis de Barcelona (1961-1991) i la secció de Belles Arts com Escola Superior de Belles Arts de Sant Jordi. La seva configuració actual és fruit de la separació que el 1940 es produí a l'antiga escola de Llotja, que es bifurcà entre l'Escola d'Arts Aplicades i Oficis Artístics i l'Escola Superior de Belles Arts de Sant Jordi, que amb els anys esdevindria la Facultat de Belles Arts de la Universitat de Barcelona. Als anys 60 del passat segle va passar a ocupar l'edifici singular de la Plaça de la Verònica tocant al carrer Avinyó. Amb la recuperació de la normalitat democràtica, i des de l'any 1981, l'escola passa a dependre de la Generalitat de Catalunya.

### Segle XXI

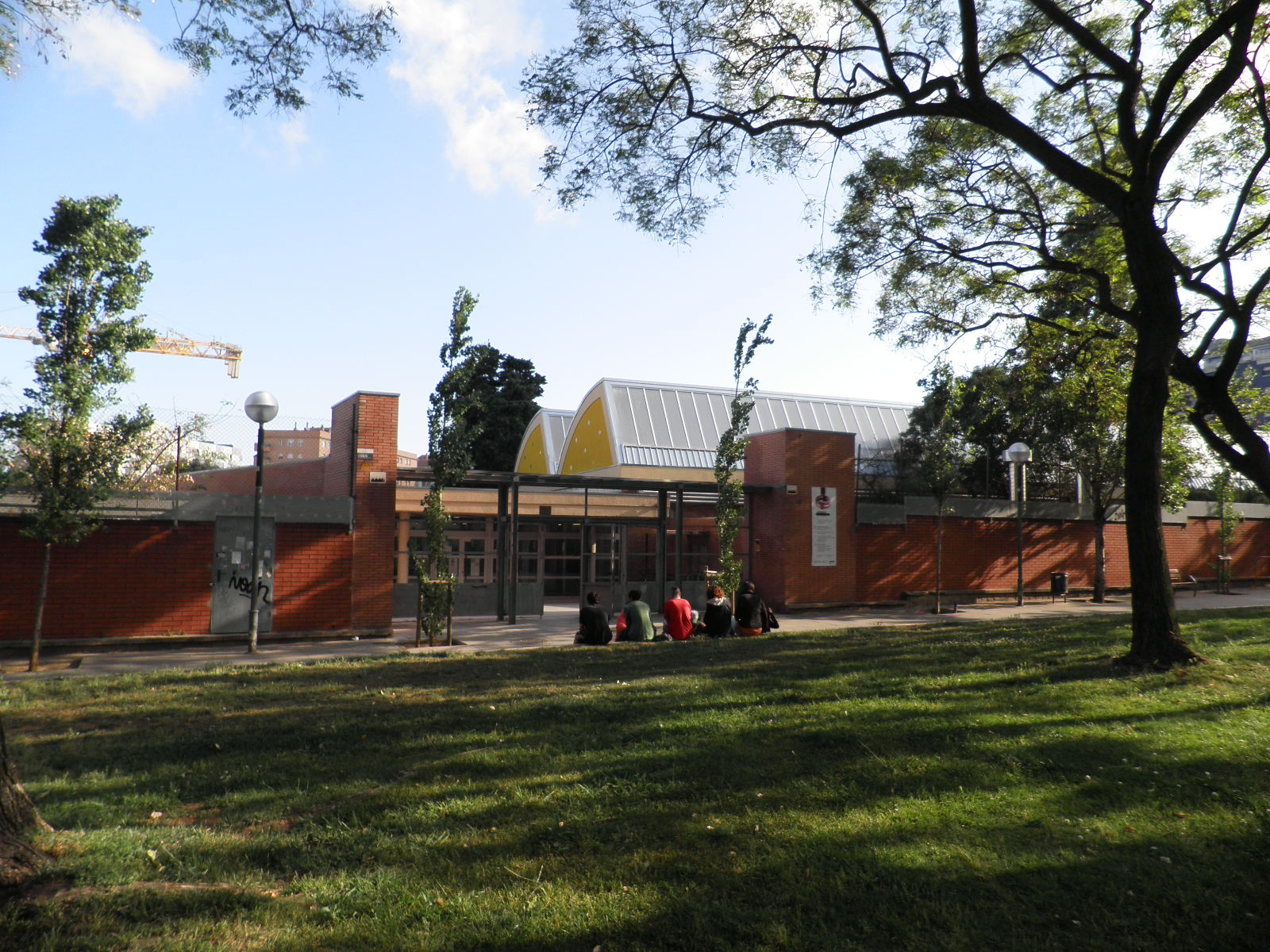
Escola Llotja. Seu del carrer Pare Manyanet, 40.

Últimament, amb l'eclosió del disseny dels anys noranta l'Escola fou rebatejada com Escola Superior d'Arts Plàstiques i Dissenys de Catalunya, després Escola Superior d'Art i Disseny i ara com Escola Superior de Disseny i Art (2011-...).
Actualment té dues seus a Barcelona: al número 17 del carrer Ciutat de Balaguer i, l'altre al districte de Sant Andreu, al número 40 del carrer Pare Manyanet.

Segons Arnau Puig  :
| « | ... L'evolució natural de la societat imposa, cíclicament, un replantejament de tot el saber i de totes les tècniques. Una escola pensada des de la perspectiva del disseny -adequació de la forma dels productes a les exigències de la societat- ha de fomentar, a més d'un domini dels procediments tècnics actuals, un major estímul de la creativitat, inherent i exigible a tota producció material per la constant i creixent demanda de la societat. | » |

## Oferta educativa
S'hi imparteixen coneixements relacionats amb tot el ventall de possibilitats de formació que existeix en el camp de les Arts plàstiques i del Disseny: Estudis Superiors de Disseny a les quatre especialitats i cicles formatius de grau mitjà i superior de les famílies professionals d'Art i de Disseny.

### Estudis

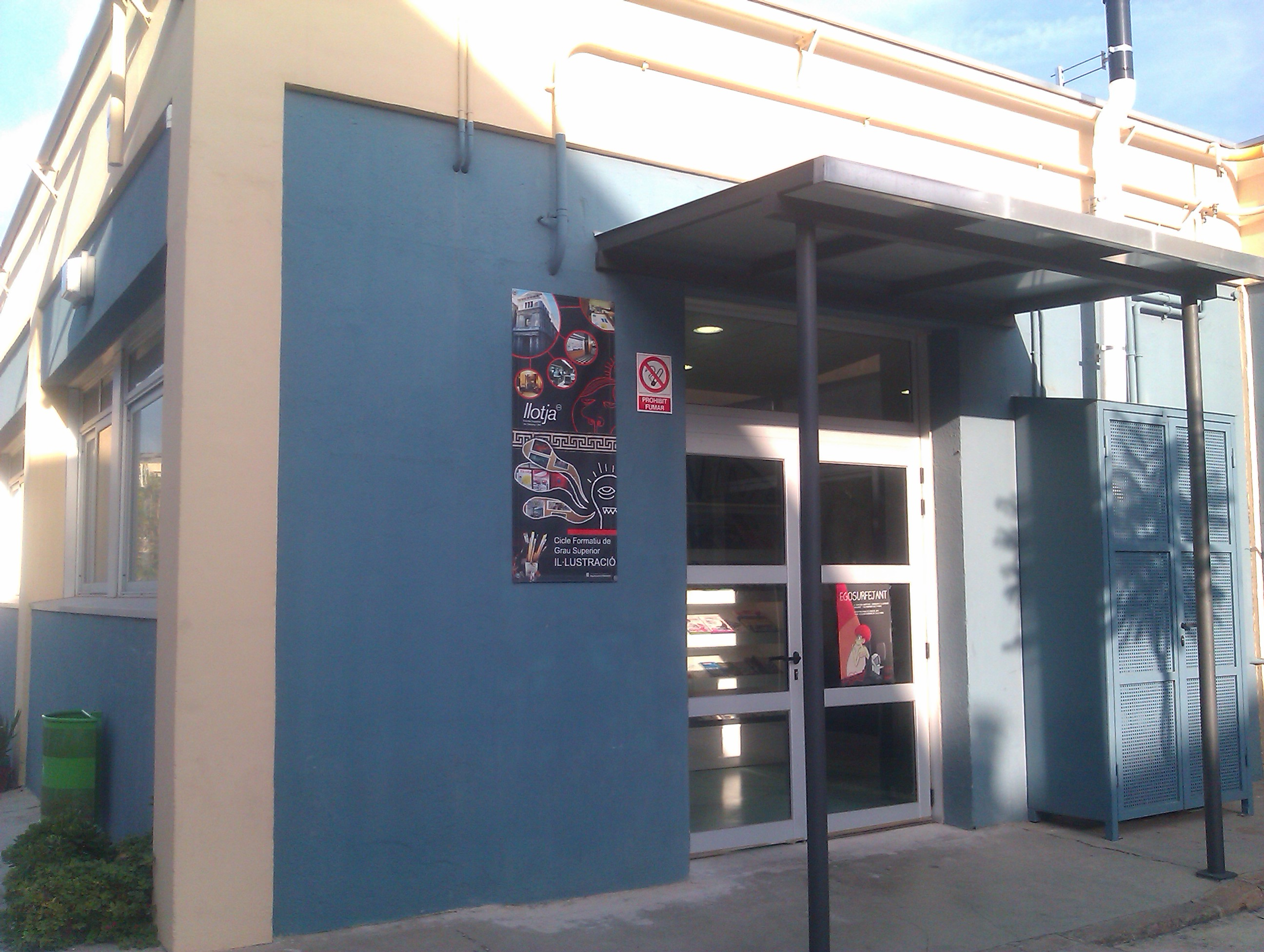
Departament d'il·lustració. Seu de Llotja Sant Andreu

Ensenyaments superiors de disseny
- Disseny gràfic
- Disseny de productes
- Disseny d'interiors
- Disseny de moda

Cicles formatius de grau superior d'arts plàstiques i disseny
- Aparadorisme
- Projectes i direcció d'obres de decoració
- Enquadernació artística
- Gravat i tècniques d'estampació
- Estampacions i tintatges artístics
- Estilisme d'indumentària
- Joieria artística
- Esmals artístics al foc sobre metall
- Arts aplicades al mur
- Ceràmica artística
- Gràfica publicitària
- Gràfica interactiva
- Il·lustració
- Còmic
- Modelisme i maquetisme
- Modelisme industrial
- Arts aplicades de l'escultura

Cicles formatius de Grau Mitjà d'arts plàstiques i disseny
- Assistent al producte gràfic imprès
- Assistent al producte gràfic interactiu
- Fosa artística i Galvanoplàstia
- Forja artística
- Talla artística en fusta

## Professors distingits
Són molts els professors que han impartit docència a Llotja i que han esdevingut notables artistes o reconeguts arquitectes. Tot i que la llista és molt àmplia, es poden esmentar: Lluís Rigalt i Farriols, Pau Milà i Fontanals, Claudi Lorenzale Sugrañes, Ramon Martí Alsina, Antoni Caba Casamitjana, Pere Mayoral Parracía, Antoni Alsina Amils, Fèlix Mestres Borrell, Albert Pla Rubio, Antoni Parera Saurina, Manuel Rodríguez Codolá, Vicente Borrás Abella, Francesc Pérez Dolz, Enric Navas Escuriet, Josep Mongrell i Torrent, Vicente Navarro Romero, Àngel Ferrant, Ricard Causarás Casaña, Josep Doménech Mansana, Francesc Labarta Planas, Cèsar Martinell Brunet, José Vidal Vidal, Enric Monjo i Garriga, Ramon Alsina Amils, José Tenas Avilés, Patrici Pascó Vidiella, Felipe Mario López Blanco, Manel Vega March, Llucià Navarro, Juan María Medina Ayllón, Josep Grau-Garriga, Pascual Capúz Mamano...

## Alumnes distingits
Per les seves aules han passat al llarg de la seva història algunes de les figures més representatives del món de les arts i del disseny català, com els pintors i dibuixants Pablo Picasso, Joan Miró Ferrà, Antoni Clavé Sanmartí, Josep Guinovart, Modest Cuixart, Marià Fortuny, Pelegrín Clavé, Lola Anglada, Joan Llimona, Núria Llimona, Josep Maria Sert, Apel·les Mestres, Felip Vall i Verdaguer, Modest Urgell, Manolo Hugué, Josep Amat Pagés o Josep Rocarol; il·lustradors i il·lustradores com Mercè Llimona i Josefina Rifà i Llimona ;. Escultors com Vicent Barrera Carapuig, Damià Campeny, Jaume Gubianas i Jovés, Celdoni Guixà i Alsina, Josep Llimona, Pere Puntí i Terra, Margarida Sans i Jordi, Agapit Vallmitjana i Abarca o Venanci Vallmitjana i Barbany, José Sánchez Lozano i Jaume Plensa i Suñé; arquitectes com Òscar Tusquets i Josep Fontserè i Mestre; fabricants i dissenyadors de mobles com Joan Busquets i Jané; dissenyadors industrials com Gabriel Teixidó; cartellistes com Carles Fontserè Carrió, Enric Huguet i Martí Bas Blasi; dissenyadors gràfics com Ricard Giralt Miracle, Hernan Picó i Ribera, Enric Satué i Josep Artigas; teòrics de l'art com Alexandre Cirici i Pellicer i Arnau Puig Grau; i escriptors com ara en Pere Calders, entre molts altres. També cal destacar el religiós català Sant Antoni Maria Claret i Clarà.
Dissenyadors gràfics com Antoni Morillas, dissenyadors d'interiors Joan Lao,  Lorena Eloizaga Jorge Penadés  i Andrea Conti, dissenyadors de producte com Igor i Mikel Esnal, Eugeni Quitllet, Jordi Vilardell, Meritxell Vidal i Xavier Mañosa. Dissenyadors de moda com Xavier Zazo i Clara Brull, Txell Miras, Sara Manzaneda, Juan Pedro Lopez, Juanma by el Cuco, Llamazares y Delgado, Jan iú Més i Juan Pedro López.

## Edificis
Al llarg de la seva història La Llotja ha ocupat diverses seus:

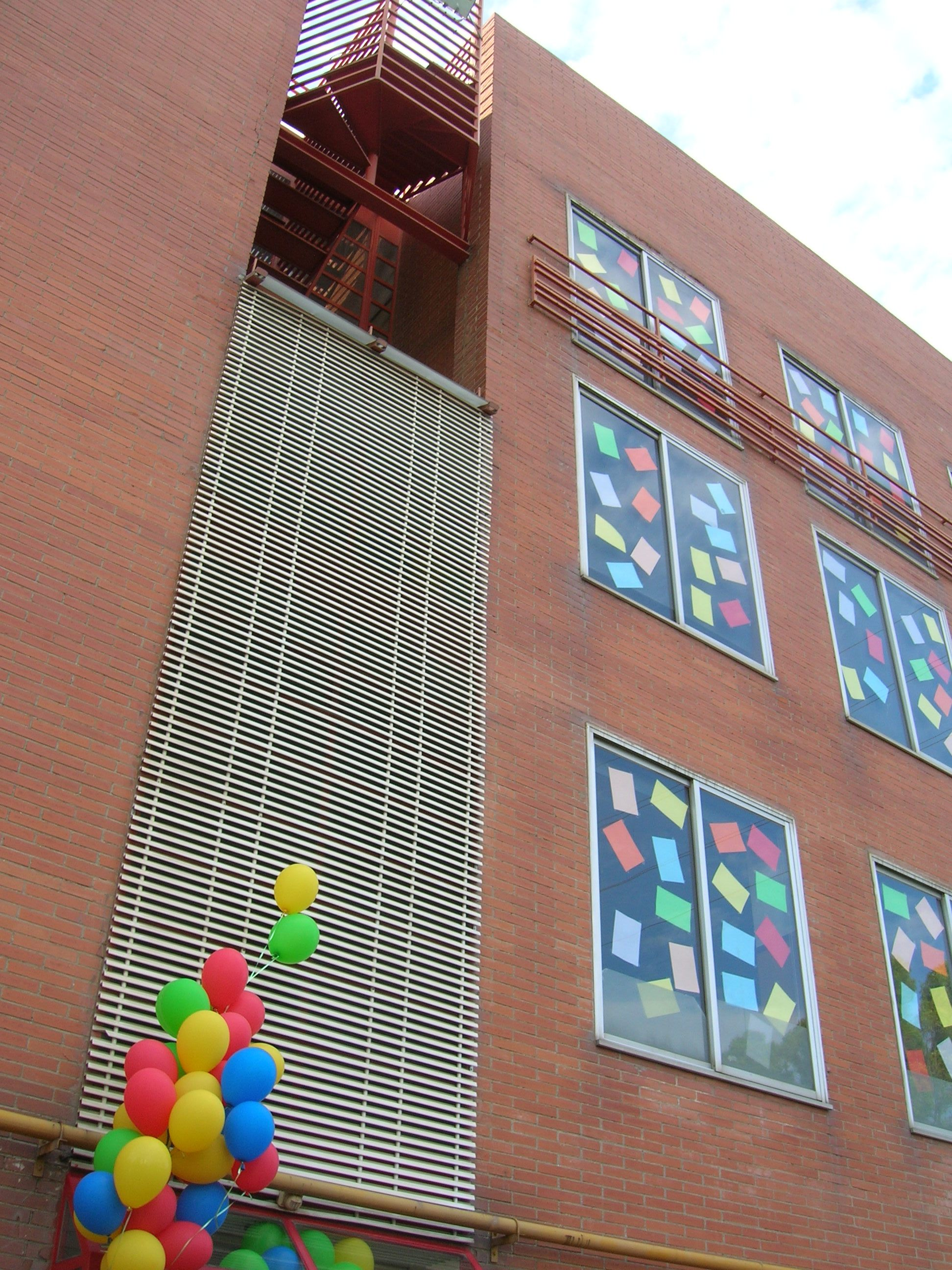
Antiga seu de Llotja. Esplugues

- Llotja, Convent de Sant Sebastià (1775-1831)
- Llotja, Edifici Central, Llotja de Mar (1831-1967)
- Llotja Carrer del Carme, 30-32, (1879-...)
- Llotja Carrer Girona (1882-....)
- Llotja Carrer Aribau, 5-7, (1906-1945)
- Llotja Carrer Salmerón, 37, avui carrer Gran de Gràcia, (1921-...)
- Llotja Carrer Corts, 420, avui Gran Via, (1926-1936)
- Llotja Parc de la Ciutadella, (1911-1921)
- Llotja.Via Laietana, 16 i 18 (5è pis).
- Llotja Avinyó. Plaça Verònica (1968-2009)
- Llotja Consell de Cent, 33-35, Hostafrancs (1943-...)
- Llotja Carrer Manso, 70 (1908-1926)
- Llotja Sant Antoni Maria Claret, 446-448 (1952-1990)
- Llotja Ciutat de Balaguer, 17
- Llotja Conservatori de les Arts del Llibre, Carrer del Carme 47 -Antic Hospital de la Santa Creu- (1957-...)
- Llotja Carrer Sardenya, 360 (1943-1993)

- Llotja Esplugues. Carrer Sant Mateu, s/n. (1992-2010)